# Quint Hortensi Hòrtal (cònsol 69 aC)
Quint Hortensi Hòrtal (llatí: Quintus Hortensius Hortalus)  (antiga Roma, 114 aC - valor desconegut, 50 aC) va ser un orador i magistrat romà. Era considerat un gran orador. De la seva primera dona (filla de Quint Lutaci Catul) va tenir un fill de nom Quint Hortensi Hòrtal. Després es va casar amb Màrcia, la que havia estat dona de Cató.

## Carrera retòrica
Va comparèixer al fòrum a dinou anys i va fer els seus primers discursos en els quals es va guanyar els aplaudiments d'aquells que escoltaven i dels cònsols Luci Licini Cras i Quint Escevola, el primer un gran orador i el segon un destacat jurista. Cras també va escoltar el seu segon discurs en favor de Nicomedes IV Filopator de Bitínia, enderrocat pel seu germà Crestos. Com a resultat Nicomedes va recuperar el tron l'any 89 aC. Tot això li va donar fama com advocat, però la carrera es va aturar per la guerra social en la qual va haver de lluitar en dues campanyes el 91 i 90 aC, primer com a legionari simple i després com a tribú militar.
L'any 86 aC va defensar a Gneu Pompeu Magne acusat de retenir part del botí fet a Asculum durant la guerra. En aquests anys es va convertir en un mestre a les corts de justícia. Cras va morir abans de la tornada de Gai Mari, i Antoni l'orador, Catul i altres van caure víctimes de les massacres, i Cotta, que va sobreviure, va deixar el primer lloc a Hortensi.
Simpatitzant del partit aristocràtic de Sul·la, va defensar a molts membres del partit d'aquest que eren acusats de mala administració i extorsió o suborn a les seves províncies i va tenir molt d'èxit a causa de les seves habilitats oratòries. Ciceró l'acusa d'haver usat els diners dels seus clients per subornar als jutges. Va seguir dominant les corts de justícia fins al 70 aC quan va defensar a Verres.

## Cursus honorum
Al mateix temps va començar la seva carrera per les magistratures i va ser qüestor l'any 81 aC, edil curul el 75 aC (durant l'exercici del càrrec va celebrar uns jocs esplendorosos), pretor urbà el 72 aC i el 69 aC va ser elegit cònsol junt amb Quint Cecili Metel Crètic, i després de l'any de mandat va rebre la província de Creta com a procònsol, a la que va renunciar a favor del seu col·lega.
El judici de Verres va portar a la cimera a Ciceró i va deixar a Hortensi en segon lloc. Això va quedar afavorit perquè Verres, patrocinat pel partit aristocràtic, ja no disposava dels mateixos avantatges després que l'any 70 aC el cònsol Gneu Pompeu Magne i el seu col·lega Licini Cras havien introduït algunes reformes i especialment la lex Aemilia que transferia el judici de repetundis del senat als senadors, equites i tribunus aerarii en conjunt, el que va eliminar la preponderant influència d'Hortensi i el seu partit.
Després del consolat del 69 aC es va dedicar a oposar-se al creixent poder de Pompeu, però defensant sempre als optimats. Es va oposar a la llei Gabínia que donava el comandament de la Mediterrània a Pompeu contra els pirates, l'any 67 aC, i a la llei Manília que li donava la conducció de la guerra contra Mitridates VI Eupator l'any 66 aC.

## Consolat
L'any 63 aC Ciceró va exercir el consolat. Hortensi va reconèixer la primacia del seu rival i li va permetre parlar en últim lloc, una manera de reconeixement. Hortensi va participar en el judici de Publi Clodi per l'ofensa de la Bona Dea i va donar suport a una esmena de Fufi per la qual Clodi havia de ser jutjat per una cort ordinària i no per una seleccionada pel pretor, que Ciceró va considerar la causa principal de l'absolució de Clodi, tot i que Hortensi no li era del tot favorable.
L'any 61 aC Pompeu va retornar victoriós i es va trobar el país dividit entre optimats i populars (encapçalats per Juli Cèsar i Cras, que usaven a Clodi com a instrument). L'any 60 aC Pompeu es va aliar amb Cèsar i Cras, aliança coneguda com a primer triumvirat, i Hortensi es va retirar a la vida privada.
Fins a la seva mort va participar en alguns judicis escollits com advocat defensor, el darrer l'abril de l'any 50 aC defensant a Appi Claudi contra Dolabel·la que l'acusava de majestas i ambitus. Va morir poc temps després, el mateix 50 aC.
La seva eloqüència era d'estil "asiàtic" o ple de floritures, més adient per ser escoltat que per ser llegit, diu Ciceró, encara que en va escriure i publicar alguns. La seva veu era musical, i la seva memòria extraordinària. Es diu que en sortir d'una casa de subhastes va repetir a l'inrevés la llista d'objectes i preus que havia recitat el venedor. L'habilitat del seu discurs era tal que fins i tot el seguien alguns actors fins al Fòrum per aprendre de la seva manera d'expressar-se. Era molt ric i de costums luxosos, i tenia diverses vil·les amb parcs i jardins, animals salvatges i basses per criar peixos. Va ser la primera persona a Roma que va servir paons a la seva taula.